# Вевюрка (Лодзинське воєводство)
Вевюрка (пол. Wiewiórka) — село в Польщі, у гміні Болеславець Верушовського повіту Лодзинського воєводства.
Населення — 150 осіб (2011).
У 1975-1998 роках село належало до Каліського воєводства.

## Демографія
Демографічна структура станом на 31 березня 2011 року:
|          | Загалом | Допрацездатний вік | Працездатний вік | Постпрацездатний вік |
| -------- | ------- | ------------------ | ---------------- | -------------------- |
| Чоловіки | 78      | 18                 | 53               | 7                    |
| Жінки    | 72      | 14                 | 43               | 15                   |
| Разом    | 150     | 32                 | 96               | 22                   |